# Jelena Dokićová
Jelena Dokićová, srbsky Јелена Докић, Jelena Dokić, (* 12. duben 1983, Osijek,  SR Chorvatsko, Jugoslávie) je bývalá australská profesionální tenistka jugoslávského původu.
Nejvýše byla na žebříčku WTA klasifikována v srpnu 2002 na 4. místě a ve čtyřhře v únoru téhož roku na 10. místě. Po sérii problémů, v nichž hrál negativní úlohu především její otec, klesala v hodnocení níže. V roce 2008 zvítězila ve třech turnajích ITF, což ji vyneslo na 175. místo žebříčku.
Mezi největší úspěchy její kariéry patří semifinále Wimbledonu a na letních olympijských hrách v Sydney roku 2000 (v 17 letech). Dále pak čtvrtfinálové účasti na French Open 2002 a Australian Open 2009. Dokázala již také porazit několik tehdy aktuálních světových jedniček Martinu Hingisovou (1999), Serenu Williamsovou (2000) a Kim Clijstersovou (2003).

## Rodinný život
Jelena Dokićová se narodila v Osijeku v SR Chorvatsku v Jugoslávii srbskému otci Damiru Dokićovi a chorvatské matce Ljiljaně (rozené Podnar). Má o osm let mladšího bratra Sava. Po vypuknutí války v Jugoslávii v roce 1991 se rodina přestěhovala do Somboru v Srbsku a v roce 1994 emigrovala do Austrálie. Tam se usadila ve Fairfieldu, na předměstí Sydney, kde Jelena absolvovala střední školu.
Na tenisovém okruhu jí doprovázel od počátku otec, s nímž zaznamenala problémy. Damir Dokić byl již v roce 1999 napomenut za pokřikování v opilosti z tribuny na turnaji v britském Edgbastonu. V roce 2000 měl na Australian Open fyzický konflikt s kameramanem, ve Wimbledonu rozbil mobilní telefon novináři a po roztržce s obsluhou na US Open dostal zákaz vstupu na turnaje okruhu WTA v délce trvání šesti měsíců. Jelena se s ním rozešla v roce 2003. Od té doby s ním neudržuje žádný kontakt a nepřeje si změnu tohoto stavu. Později ve své knize Nezlomná uvedla, že ji otec dlouhodobě fyzické i psychicky týral.

## Finále na Grand Slamu

### Ženská čtyřhra: 1 (0–1)
| Stav       | rok  | turnaj      | povrch | spoluhráčka          | soupeřky ve finále                          | výsledek |
| ---------- | ---- | ----------- | ------ | -------------------- | ------------------------------------------- | -------- |
| Finalistka | 2001 | French Open | antuka | Conchita Martínezová | Virginia Ruanová Pascualová Paola Suárezová | 2–6, 1–6 |

## Finále na okruhu WTA Tour
| Legenda                                               |
| ----------------------------------------------------- |
| D – dvouhra; Č – čtyřhra                              |
| Grand Slam (0–1 Č)                                    |
| Turnaj mistryň (0)                                    |
| Tier I / Premier Mandatory & Premier 5 (2–2 D; 0–3 Č) |
| Tier II / Premier (1–4 D; 3–2 Č)                      |
| Tier III, IV & V / International (3–2 D; 1–0 Č)       |

### Dvouhra: 14 (6–8)
| Stav       | č. | datum             | turnaj                         | povrch      | soupeřka ve finále           | výsledek            |
| ---------- | -- | ----------------- | ------------------------------ | ----------- | ---------------------------- | ------------------- |
| Vítězka    | 1. | 20. května 2001   | Řím, Itálie                    | antuka      | Amélie Mauresmová            | 7–6(7–3), 6–1       |
| Finalistka | 1. | 16. září 2001     | Bahia, Brazílie                | tvrdý       | Monika Selešová              | 3–6, 3–6            |
| Vítězka    | 2. | 23. září 2001     | Tokio, Japonsko                | tvrdý       | Arantxa Sánchezová Vicariová | 6–4, 6–2            |
| Vítězka    | 3. | 7. října 2001     | Moskva, Rusko                  | koberec (h) | Jelena Dementěvová           | 6–3, 6–3            |
| Finalistka | 2. | 15. října 2001    | Curych, Švýcarsko              | koberec (h) | Lindsay Davenportová         | 3–6, 1–6            |
| Finalistka | 3. | 22. října 2001    | Linec, Rakousko                | tvrdý (h)   | Lindsay Davenportová         | 4–6, 1–6            |
| Finalistka | 4. | 4. února 2002     | Paříž, Francie                 | koberec     | Venus Williamsová            | bez boje            |
| Vítězka    | 4. | 7. dubna 2002     | Sarasota, Spojené státy        | antuka      | Taťána Panovová              | 6–2, 6–2            |
| Finalistka | 5. | 25. května 2002   | Štrasburk, Francie             | antuka      | Silvia Farina Elia           | 4–6, 6–3, 3–6       |
| Vítězka    | 5. | 16. června 2002   | Birmingham, Spojené království | tráva       | Anastasija Myskinová         | 6–2, 6–3            |
| Finalistka | 6. | 29. července 2002 | San Diego, Spojené státy       | tvrdý       | Venus Williamsová            | 2–6, 2–6            |
| Finalistka | 7. | 13. října 2003    | Curych, Švýcarsko              | koberec (h) | Justine Heninová             | 0–6, 4–6            |
| Vítězka    | 6. | 6. března 2011    | Kuala Lumpur, Malajsie         | tvrdý       | Lucie Šafářová               | 2–6, 7–6(11–9), 6–4 |
| Finalistka | 8. | 18. června 2011   | 's-Hertogenbosch, Nizozemsko   | tráva       | Roberta Vinciová             | 7–6(9–7), 3–6, 5–7  |

### Čtyřhra: 10 (4–6)
| Stav       | č. | datum           | turnaj                      | povrch      | spoluhráčka          | soupeřky ve finále                          | výsledek           |
| ---------- | -- | --------------- | --------------------------- | ----------- | -------------------- | ------------------------------------------- | ------------------ |
| Finalistka | 1. | 26. září 1999   | Tokio, Japonsko             | tvrdý       | Amanda Coetzerová    | Conchita Martínezová Patricia Tarabiniová   | 7–6(7–5), 4–6, 2–6 |
| Finalistka | 2. | 28. května 2001 | French Open, Paříž, Francie | antuka      | Conchita Martínezová | Virginia Ruanová Pascualová Paola Suárezová | 2–6, 1–6           |
| Finalistka | 3. | 20. srpna 2001  | New Haven, Spojené státy    | tvrdý       | Naděžda Petrovová    | Cara Blacková Jelena Lichovcevová           | 0–6, 6–3, 2–6      |
| Vítězka    | 1. | 28. října 2001  | Linec, Rakousko             | tvrdý (h)   | Naděžda Petrovová    | Els Callensová Chanda Rubinová              | 6–1, 6–4           |
| Vítězka    | 2. | 7. dubna 2002   | Sarasota, Spojené státy     | antuka      | Jelena Lichovcevová  | Els Callensová Conchita Martínezová         | 6–7(5–7), 6–3, 6–3 |
| Vítězka    | 3. | 11. srpna 2002  | Los Angeles, Spojené státy  | tvrdý       | Kim Clijstersová     | Daniela Hantuchová Ai Sugijamová            | 6–3, 6–3           |
| Finalistka | 4. | 30. září 2002   | Moskva, Rusko               | koberec (h) | Naděžda Petrovová    | Jelena Dementěvová Janette Husárová         | 6–2, 3–6, 6–7(7–9) |
| Finalistka | 5. | 14. října 2002  | Curych, Švýcarsko           | tvrdý (h)   | Naděžda Petrovová    | Jelena Bovinová Justine Heninová            | 2–6, 6–7(2–7)      |
| Vítězka    | 4. | 27. října 2002  | Linec, Rakousko (2)         | koberec (h) | Naděžda Petrovová    | Rika Fudžiwarová Ai Sugijamová              | 6–3, 6–2           |
| Finalistka | 6. | 12. května 2003 | Řím, Itálie                 | antuka      | Naděžda Petrovová    | Světlana Kuzněcovová Martina Navrátilová    | 4–6, 7–5, 2–6      |